# 若阿金·菲乌萨
若阿金·菲乌萨（葡萄牙語：Joaquim Fiúza，1908年2月8日—2010年3月4日），葡萄牙男子帆船运动员。他曾代表葡萄牙参加1936年、1948年和1952年夏季奥林匹克运动会帆船比赛，其中1952年奥运会获得一枚铜牌。